# Kaiser Dragon

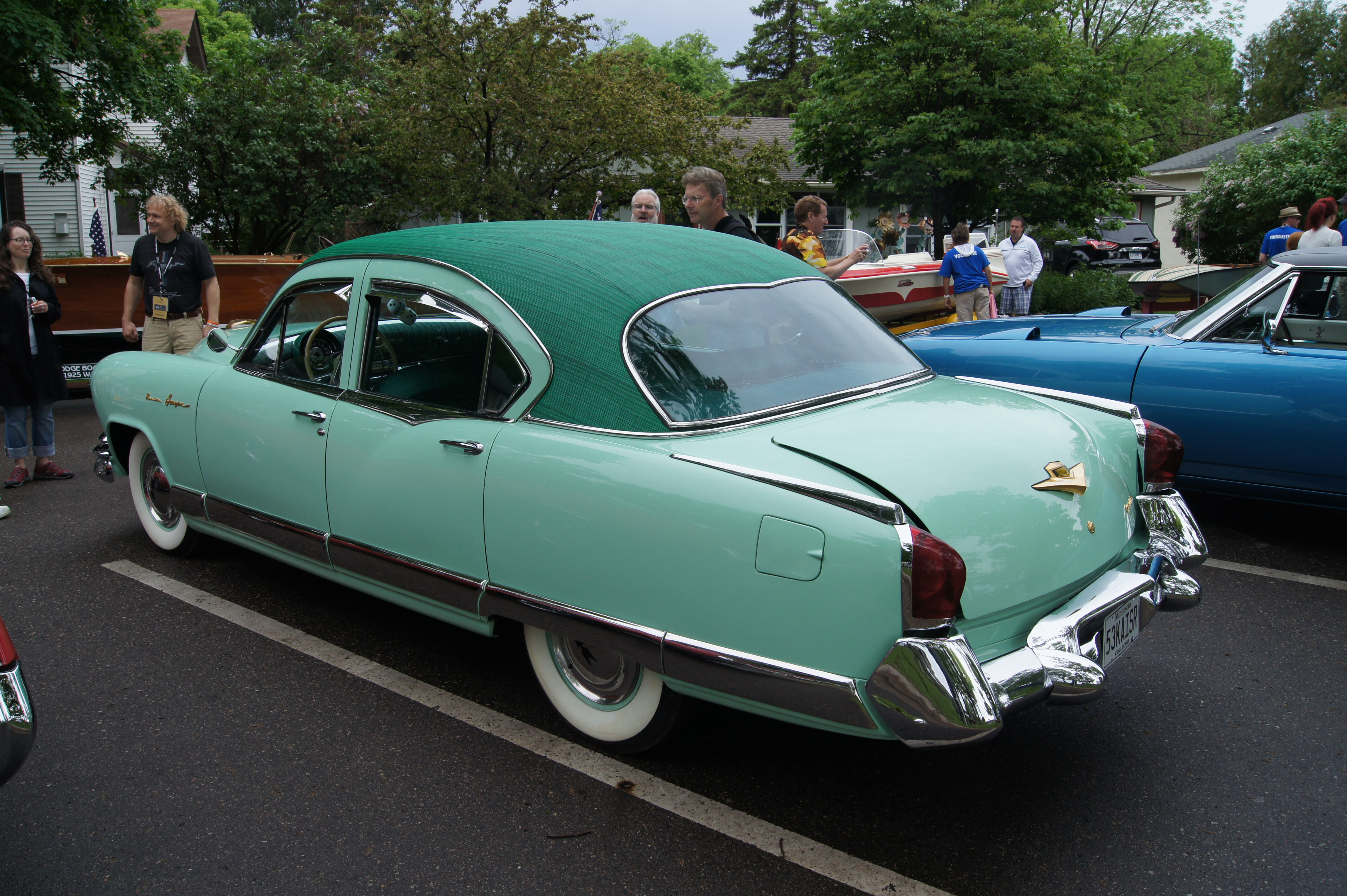
Kaiser Dragon mit Dachbezug aus „Bambu Vinyl“

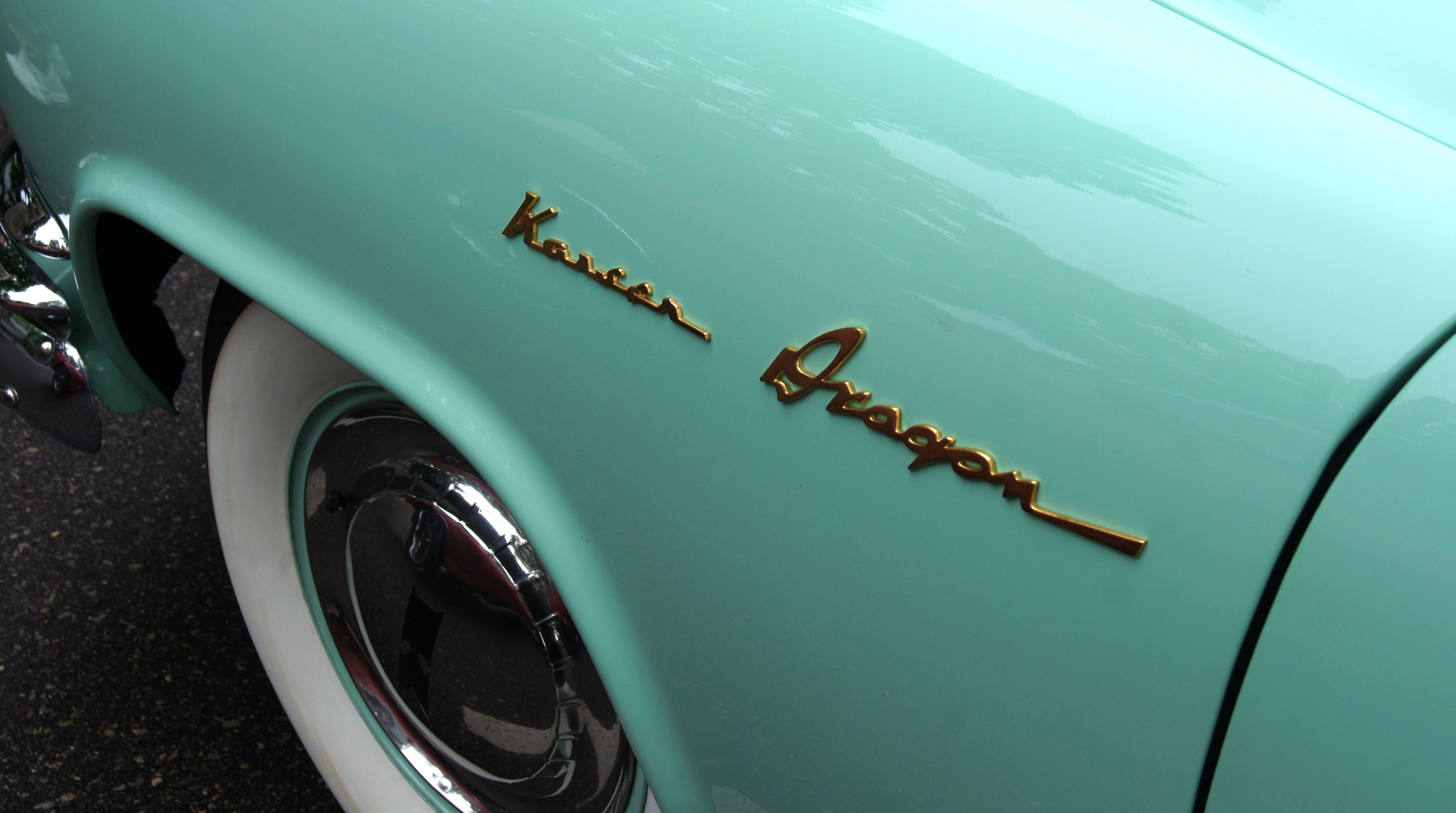
Vergoldeter Schriftzug

Der Kaiser Dragon (alternativ: Kaiser Hardtop Dragon) ist eine viertürige Limousine des ehemaligen US-amerikanischen Automobilherstellers Kaiser, die 1953 produziert wurde. Der Dragon war in diesem Jahr das Spitzenmodell des Unternehmens. Es ließ sich wegen seines sehr hohen Preises nur schlecht verkaufen.

## Entstehungsgeschichte
Der anfänglich als Kaiser-Frazer firmierende Automobilhersteller Kaiser nahm 1946 die Produktion von Personenkraftwagen auf. Die Marken Kaiser und Frazer boten neu konstruierte Fahrzeuge an, die im Pontonstil gestaltet und äußerlich die modernsten US-amerikanischen Autos der unmittelbaren Nachkriegszeit waren. im Wesentlichen waren es Einheitsmodelle, die sich durch stilistische Details und Ausstattungsvarianten voneinander unterschieden. Während Kaiser-Frazer in den ersten beiden Jahren jeweils Gewinne im zweistelligen Millionenbereich erwirtschaftet hatte, ließen die Verkäufe ab 1949 kontinuierlich nach. Wesentlicher Grund war die Einführung der neuen Nachkriegsmodelle der drei großen Automobilkonzerne General Motors, Ford und Chrysler, die zu dieser Zeit auf den Markt kamen und preiswerter und vielseitiger waren als die Kaiser-Frazer-Autos. Erschwerend kam hinzu, dass Kaiser im Gegensatz zur Konkurrenz keine Achtzylindermotoren im Programm hatte. Für das Modelljahr 1949 plante Kaiser-Frazer die Produktion von 200.000 Autos, baute letztlich aber nur 100.000, von denen 20.000 nicht verkauft wurden. Die Einführung einer neuen Modellfamilie im Frühjahr 1950 ließ die Produktion bei Kaiser-Frazer vorübergehend noch einmal ansteigen; ab 1951 ging sie aber kontinuierlich zurück. 1953 erwirtschaftete das Unternehmen einen Verlust von 23 Mio. US-$, 1954 kam ein Verlust von 35 Mio. US-$ hinzu.
Kaisers Modellpalette war in den 1950er-Jahren zunächst in die Reihen Special und DeLuxe eingeteilt, 1952 kam als Spitzenmodell die Baureihe Manhattan hinzu. Für 1951 gab es für diese Modelle ein hochpreisiges Ausstattungspaket, das als Dragon bezeichnet wurde. Wegen geringer Nachfrage wurde das Paket bereits nach einem Jahr wieder eingestellt. 1953 führte Kaiser schließlich den Dragon als eigenständiges Modell ein, das oberhalb des Manhattan positioniert und das teuerste Modell des Unternehmens war. Der Dragon erhielt die werksinterne Bezeichnung Kaiser K530. Der „spektakuläre“ Dragon war kein kommerzieller Erfolg. Er blieb nur ein Jahr im Programm. Die Special-Baureihe erhielt 1954 noch ein Facelift, 1955 gab Kaiser die Automobilproduktion in den USA auf.

## Beschreibung
Der Kaiser Dragon wurde nur als viertürige Stufenhecklimousine angeboten. Karosserie sowie Fahrwerks- und Antriebstechnik waren mit den übrigen Kaiser-Limousinen des Modelljahrs 1953 gleich.
Der Grundentwurf der Karosserie geht auf das Jahr 1950 zurück. Er ist eine Arbeit von Howard „Dutch“ Darrin. Die Blechteile des Dragon stimmen mit denen des viertürigen Kaiser Manhattan überein. Der wesentliche Unterschied besteht in der Aufmachung des Dragon:
- Der Dragon hat vergoldete Ornamente auf der Motorhaube und vergoldete Schriftzüge an den Wagenflanken.
- Das Dach ist mit einem „Bambu Vinyl“ genannten Kunststoff überzogen. Das gleiche Material wurde im Innenraum für die Verkleidung des Armaturenträgers und der Seitenteile der Türen verwendet.
- Die Sitze sind mit einem von der Modedesignerin Marie Nichols entworfenen, „Laguna“ genannten Leinenstoff bezogen.
- Zusätzlich waren alle ansonsten aufpreispflichtigen Extras in den Dragon eingebaut. Dazu gehörten ein Automatikgetriebe, getönte Scheiben, Weißwandreifen und Teppiche im Fuß- und im Kofferraum.

Die Motorisierung des Dragon stimmt mit der der übrigen Kaiser-Modelle überein: Das Auto wird von einem vorn längs eingebauten, 3703 cm³ (226 cui) großen Reihensechszylindermotor angetrieben, dessen Leistung 118 SAE-PS beträgt.

## Preise und Produktion
Der Listenpreis des Dragon betrug im Modelljahr 3.924 US-$. Er war damit genauso teuer wie ein viertüriger Cadillac Series 62 mit einem 210 SAE-PS starken Achtzylindermotor.
Insgesamt baute Kaiser 1277 Dragons. Die Autos ließen sich nur schwer absetzen. Die letzten Exemplare wurden weit unter dem Listenpreis abgegeben.